# Christopher Horner (Regisseur)
Christopher Horner (* 1955  in Los Angeles, Kalifornien) ist ein US-amerikanischer Anthropologe, Bühnenbildner und Filmregisseur.

## Biografie
Christopher Horner ist ein Sohn des österreichischen Einwanderers Harry Horner, der als Szenenbildner in Hollywood zweimal mit dem Oscar ausgezeichnet wurde, und Bruder des Filmkomponisten James Horner. Er wurde 1955 in Los Angeles geboren. Noch während seiner Schulzeit studierte er Anthropologie und nahm außerdem mehrmals an Austauschprogrammen in Hopi-Reservate teil. Nach seinem Schulabschluss studierte Horner Architektur und Landschaftsdesign an der University of California, die er bis 1976 besuchte. Anschließend ging er bei der Metro-Goldwyn-Mayer-Filmproduktionsgesellschaft als Szenenbildner unter Vertrag. 
Ab 1985 hielt er sich vorübergehend in Europa auf, wo er u. a. einen Werbefilm für Daniel Hechter und Filme im Auftrag der European Television Company (ETC), eine Franco-Amerikanische Produktionsgesellschaft drehte, und mit der er später eine Produktionspartnerschaft einging. In der Folge erhielt er Aufträge vom CBS Records und von französischen und marokkanischen Fernsehgesellschaften. In seiner Zeit in Europa erwarb er außer Erfahrungen in Filmregie auch Kenntnisse in Videotechnik und Computergraphik. 1992 war er zurück in Kalifornien. 1996/97 drehte er für Arte und France 3 den Dokumentarfilm „La passion selon Zwoboda“ über das Leben und das Werk des Bildhauers Jacques Zwobada (1900–1969).
In dem Dokumentarfilm The Disappearing of Tuvalu: Trouble in Paradise aus dem Jahr 2004 zeigte er die gravierenden Folgen der globalen Erwärmung für den Inselstaat Tuvalu.

## Filmografie
- 2004: The Disappearing of Tuvalu: Trouble in Paradise